# Sangzsao
Sangzsao (egyszerűsített kínai írással: 上饶市, pinjin: Shàngráo) prefektúra szintű város Kínában, Csianghszi tartományban. Lakosainak száma 6 435 300 fő (2022).

## Népesség
| 2020 | 6 491 088 |
| 2022 | 6 435 300 |

## Testvérvárosok
- Nancy